# 懷俄明號戰艦
懷俄明號戰艦（舷號BB-32）是一艘隸屬於美國海軍的戰艦，為懷俄明級戰艦的首艦。她是美軍第三艘以懷俄明為名的軍艦。
懷俄明號在1910年於費城的克雷普父子造船廠（William Cramp & Sons Ship & Engine Building Co.）建造，於1911年下水，在1912年服役。接著懷俄明號主要在大西洋執勤，並在1914年支援美國在坦皮科事件後入侵韋拉克魯斯。美國參與第一次世界大戰後，懷俄明號被派到英國海域，加入英國本土艦隊，主要負責護航任務。
戰後懷俄明號恢復日常訓練，並參與多次艦隊解難演習（Fleet Problems）。1930年懷俄明號按倫敦海軍條約而解除大部分武裝，並在同年退役，改裝為訓練艦。1931年懷俄明號改裝完畢後，繼續參與海軍演習及訓練。1941年美國正式參與第二次世界大戰後，懷俄明號安裝了不同種類的火炮，並頻頻於切薩皮克灣訓練炮手，為海軍培訓了大量優秀兵源。1945年6月懷俄明號再次進入船廠改裝，拆除剩餘的12吋艦炮，然後調給威利斯·李中將在美國設立的特遣艦隊，研發反神風特攻隊戰術。日本投降後，懷俄明號則改為火控系統的測試平台。1947年懷俄明號退役除籍，並在同年出售拆解。